# 梅薩 (愛達荷州)
梅薩（英語：Mesa）是位於美國愛達荷州亞當斯縣的一個非建制地區。該地的面積和人口皆未知。

## 地理
梅薩的座標為44°37′44″N 116°27′03″W / 44.62889°N 116.45083°W，而該地的平均海拔高度為991米（即3251英尺）。